# العظم السنعي الأول
العظم السِنعي الأول أو العظم السنعي للإبهام هو أول عظم في عظام أصبع الإبهام. ويرتبط مع العظم المربعي في رسغ اليد في أول مفصل رسغي سنعي حتى المفصل السنعي السلامي المرتبط بالعظم السلامي الأدنى.